# ساو جوزيه دو جاكوري
ساو جوزيه دو جاكوري بلدية في ولاية ميناس جيرايس في المنطقة الجنوبية الشرقية من البرازيل.